# 理查德·陆文顿
理查德·查爾斯·陆文顿（英語：Richard Charles Lewontin，列万廷，1929年3月29日—2021年7月4日），美国著名遗传学家、哈佛大学教授。
1966年仅37岁的列万廷在芝加哥大学和约翰·哈比一起合作，利用了改进的“蛋白质电泳”技术，来研究果蝇群体遗传学变异水平的问题。
他们发现了超乎预期的遗传杂合度水平，而这种遗传多样性似乎并不能使用经典的达尔文自然选择学说来充分解释。
列万廷的研究表明，人类近85%的基因多样性存在于一个群体的个体之间，比如一个国家的个体之间。另外8%发生在这些可能被归入同一种族类别的人口之间。族群间的差异仅占遗传多样性的7%。